# Svatá Rozálie
Svatá Rozálie nebo též sv. Rosálie (1130, Palermo – 4. září 1166, Monte Pellegrino) je křesťanská světice uctívaná zejména jako ochránkyně proti nakažlivým nemocem. Podle tradice se narodila na Sicílii do vysoce postavené rodiny. Žila klášterním, později asketickým životem jako poustevnice v osamění. Když byly v roce 1624 nalezeny její ostatky, byly převezeny do Palerma, kde poté skončila morová epidemie.

## Život

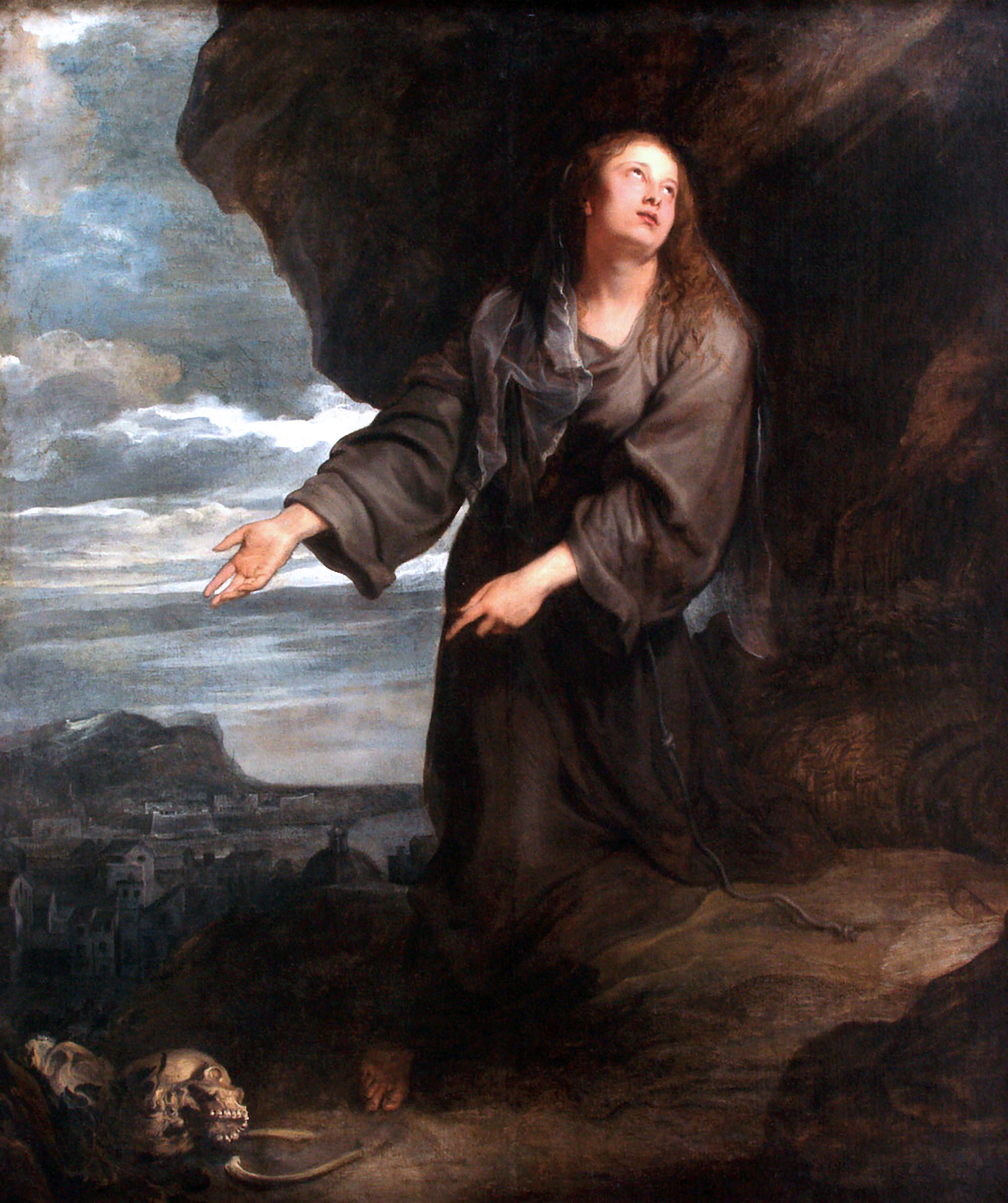
Obraz sv. Rozálie

O životě svaté Rozálie toho není mnoho známo. Narodila se kolem roku 1130 na Sicílii do normanské šlechtické rodiny Sinibaldi. Rozálie pravděpodobně nejprve vstoupila do kláštera, ale klášterní život se jí údajně zdál být příliš pohodlný, proto se rozhodla odejít a žít jako poustevnice. Usadila se v jeskyni na Monte Pellegrino poblíž Palerma, kde také zemřela a byla pohřbena křesťany, kteří ji údajně uctívali už za jejího života.
V roce 1624 vypukla v Palermu morová epidemie. Podle legendy epidemie ustala poté, co byly ostatky svaté Rozálie přeneseny a pohřbeny v palermském dómu.

## Kult
Svatá Rozálie je patronkou Palerma a ochránkyní proti moru. Její svátek připadá na 14. červenec, kdy byla pohřbena. Dalším památným dnem Rozálie je 4. září, kdy údajně zemřela.

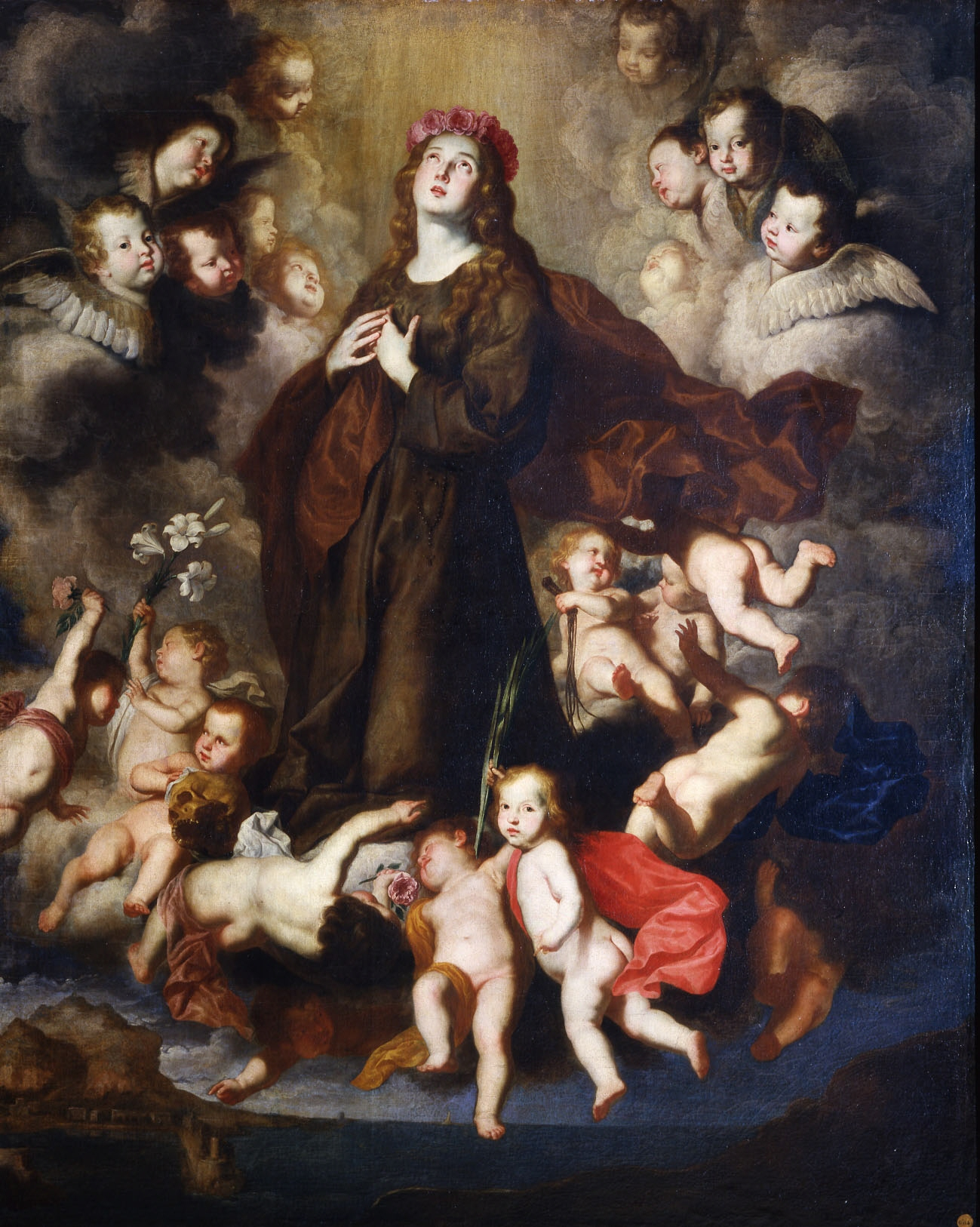
Obraz sv. Rozálie v nebi

Rozáliin kult byl velmi rozšířen především v 17. a 18. století v Itálii a to hlavně na Sicílii, kdy se rozšířil prostřednictvím jezuitského řádu. Nesčetní poutníci vyhledávali poutní místo na Monte Pellegrinu (dodnes jedno z nejnavštěvovanějších poutních míst v celé Itálii). Také hrob v palermském dómě je dodnes navštěvován nesčetnými věřícími.

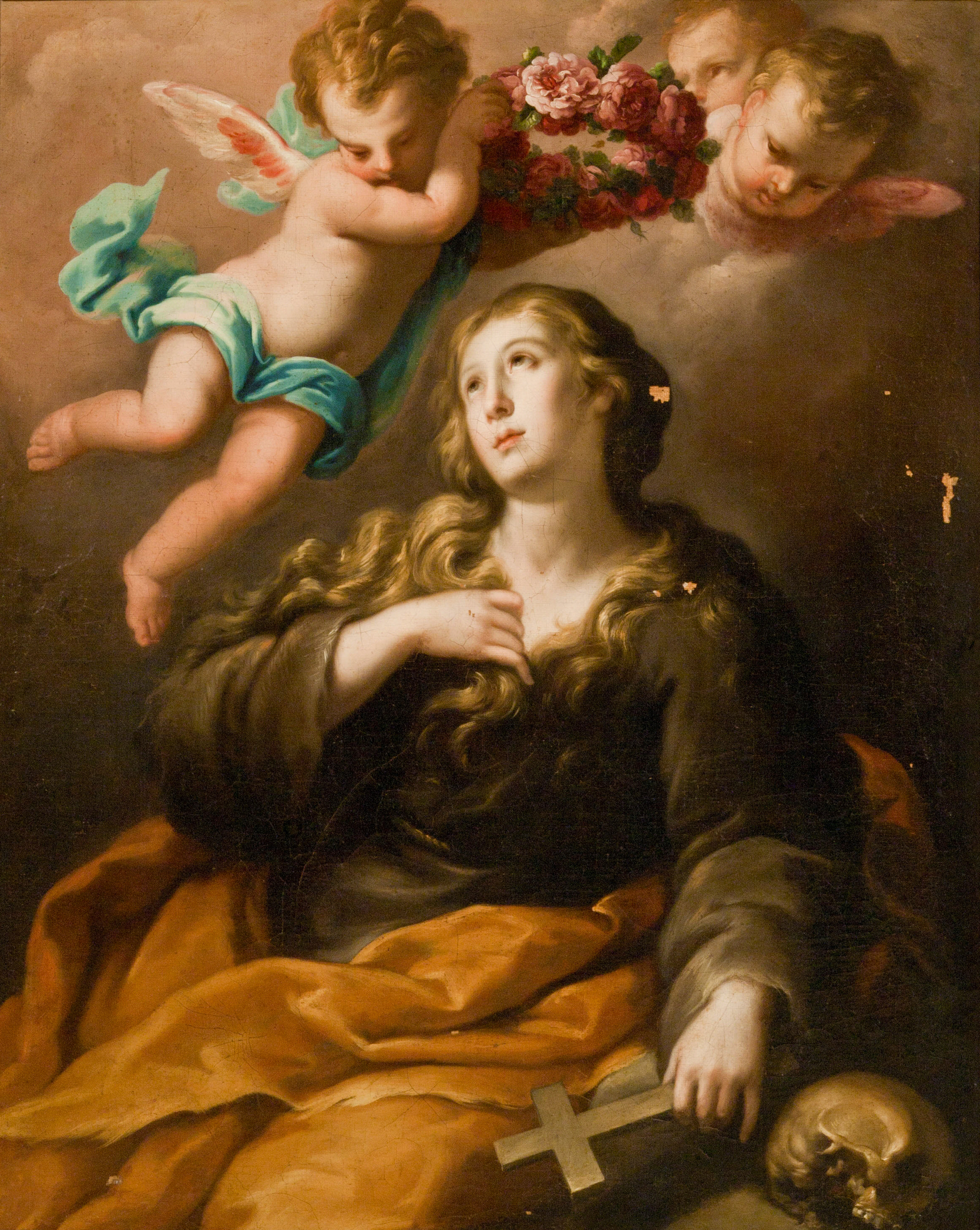
Obraz sv. Rozálie

Rozáliin kult se dostal i do Čech a na Moravu. Je jí zasvěceno několik kapliček: hřbitovní kaple sv. Rozálie v Radnicích v Plzeňském kraji, další kaple se nachází v Roudnici nad Labem v Ústeckém kraji, v okrese České Budějovice je poutní kaple sv. Rozálie v Chlumci, v okrese Písek je poutní kaple zasvěcená svaté Rozálii v Bernarticích, barokní kostelík je také v Tuchoměřicích ve Středočeském kraji , kapličky sv. Rozálie v Uhřicích a Vážanech na Vyškovsku v Jihomoravském kraji, nebo kaplička v Nových Jirnech ve Středočeském kraji. Kostel svaté Rozálie se nachází v Horních Věstonicích na Břeclavsku. Ve vsi Radostíně na Vysočině se začátkem září koná pouť sv. Rozálie u kapličky jí zasvěcené. V zaniklé obci Rozařín (dnes součást Moutnic) se nachází zvonice zasvěcená této patronce, v září se v obci konají tzv. hody.

## Zobrazování
Rozálie je zobrazována jako poustevnice s nepokrytými vlasy, většinou v hnědém oděvu. Na hlavě má věnec bílých růží, v rukou často kříž a umrlčí lebku. Protože byla vzývána jako ochránkyně proti moru, často je znázorňována ve společnosti dalších morových patronů – sv. Rocha, sv. Šebestiána atd.